# Babungo (langue)
Pour les articles homonymes, voir Babungo.
Le babungo (ou nge, ngo, nguu, ngwa, pengo, vengi, vengo, vengoo) est une  langue bantoïde des Grassfields du groupe Ring parlée dans le Nord-Ouest du Cameroun, le département du Ngo-Ketunjia, l'arrondissement de Ndop, au nord de Ndop dans la plaine de Ndop, particulièrement dans le village de  Babungo.
En 2008, le nombre total de locuteurs était estimé à 27 000.

## Écriture
| a | b | d | e | ə | f | g | gh | i | ɨ | j | k | l | m | n | ny | ŋ | o | ɔ | s | sh | t | u | v | w | y | z | ’ |

| a  | b  | bw | b̰  | d  | dw | e   | ə  | f  | fw | g   | gh | gw | i   | ɨ  | j  | jw | k  | kw |
| l  | lw | m  | mb | mf | mw | n   | nd | nj | ns | nsh | nt | ny | nyw | nw | nz | ŋ  | ŋg | ŋk |
| ŋw | o  | ɔ  | s  | sw | sh | shw | t  | tw | u  | v   | w  | y  | yw  | z  | zw | ꞌ  |    |    |

Les voyelles longues sont indiquées en redoublant la lettre : ‹ aa ee əə ii ɨɨ oo ɔɔ uu ›.